# Emil Boyson
Emil Boyson (Bergen, 4 de septiembre de 1897-Oslo, 2 de junio de 1979) poeta y traductor noruego ganador de premios como el Premio Dobloug.
Escribió también varias novelas y el estilo de su poesía es modernista.